# Saint-Georges-les-Landes
Pour les articles homonymes, voir Saint-Georges, Saint Georges (homonymie) et Georges.
Saint-Georges-les-Landes est une commune française située dans le département de la Haute-Vienne en région Nouvelle-Aquitaine.

## Géographie

### Localisation

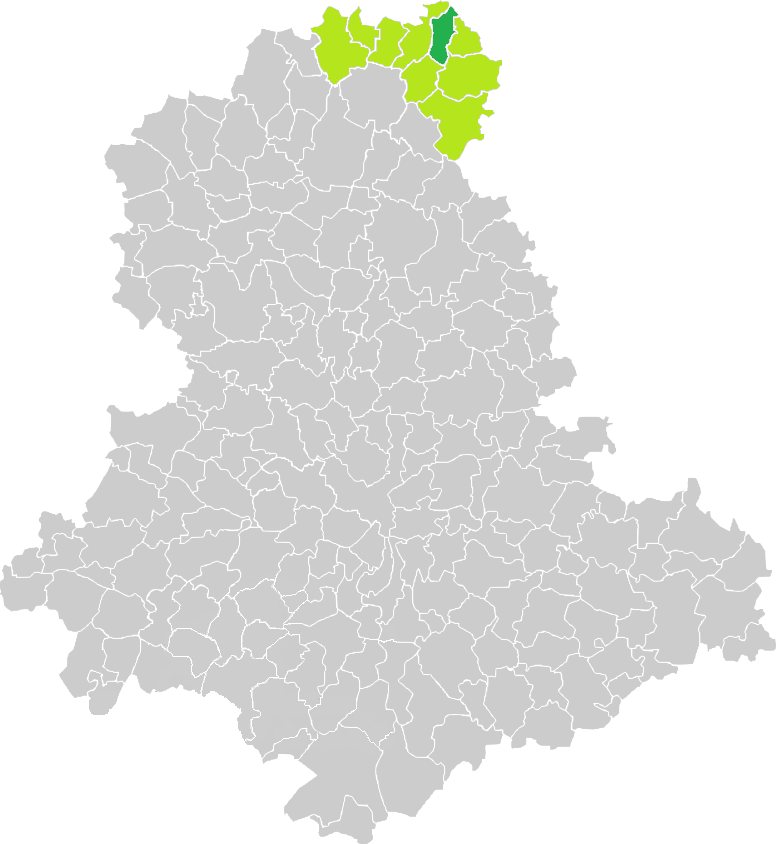
Situation de la commune de Saint-Georges-les-Landes en Haute-Vienne.

Saint-Georges-les-Landes est situé au nord du département de la Haute-Vienne, à la limite de l'Indre.

### Communes limitrophes
|        | La Châtre-Langlin (Indre) |                            |
| Cromac | Saint-Georges-les-Landes  | Les Grands-Chézeaux        |
|        | Mailhac-sur-Benaize       | Saint-Sulpice-les-Feuilles |

### Climat
Pour des articles plus généraux, voir Climat de la Nouvelle-Aquitaine et Climat de la Haute-Vienne.
Historiquement, la commune est exposée à un climat océanique limousin.  
En 2020, Météo-France publie une typologie des climats de la France métropolitaine dans laquelle la commune est exposée à un climat océanique altéré et est dans la région climatique  Ouest et nord-ouest du Massif Central, caractérisée par une pluviométrie annuelle de 900 à 1 500 mm, maximale en automne et en hiver.
Pour la période 1971-2000, la température annuelle moyenne est de 11,1 °C, avec une amplitude thermique annuelle de 15,2 °C. Le cumul annuel moyen de précipitations est de 896 mm, avec 12,8 jours de précipitations en janvier et 7,4 jours en juillet. Pour la période 1991-2020, la température moyenne annuelle observée sur la station météorologique la plus proche, située sur la commune de La Souterraine à 16 km à vol d'oiseau, est de 11,5 °C et le cumul annuel moyen de précipitations est de 1 031,4 mm,. Pour l'avenir, les paramètres climatiques de la commune estimés pour 2050 selon différents scénarios d’émission de gaz à effet de serre sont consultables sur un site dédié publié par Météo-France en novembre 2022.

## Urbanisme

### Typologie
Au 1er janvier 2024, Saint-Georges-les-Landes est catégorisée commune rurale à habitat très dispersé, selon la nouvelle grille communale de densité à sept niveaux définie par l'Insee en 2022.
Elle est située hors unité urbaine et hors attraction des villes,.

### Occupation des sols
L'occupation des sols de la commune, telle qu'elle ressort de la base de données européenne d’occupation biophysique des sols Corine Land Cover (CLC), est marquée par l'importance des territoires agricoles (83,5 % en 2018), une proportion identique à celle de 1990 (83,5 %). La répartition détaillée en 2018 est la suivante : 
prairies (54,6 %), zones agricoles hétérogènes (26,2 %), forêts (13,4 %), terres arables (2,7 %), zones urbanisées (1,7 %), milieux à végétation arbustive et/ou herbacée (1,4 %). L'évolution de l’occupation des sols de la commune et de ses infrastructures peut être observée sur les différentes représentations cartographiques du territoire : la carte de Cassini (XVIIIe siècle), la carte d'état-major (1820-1866) et les cartes ou photos aériennes de l'IGN pour la période actuelle (1950 à aujourd'hui).

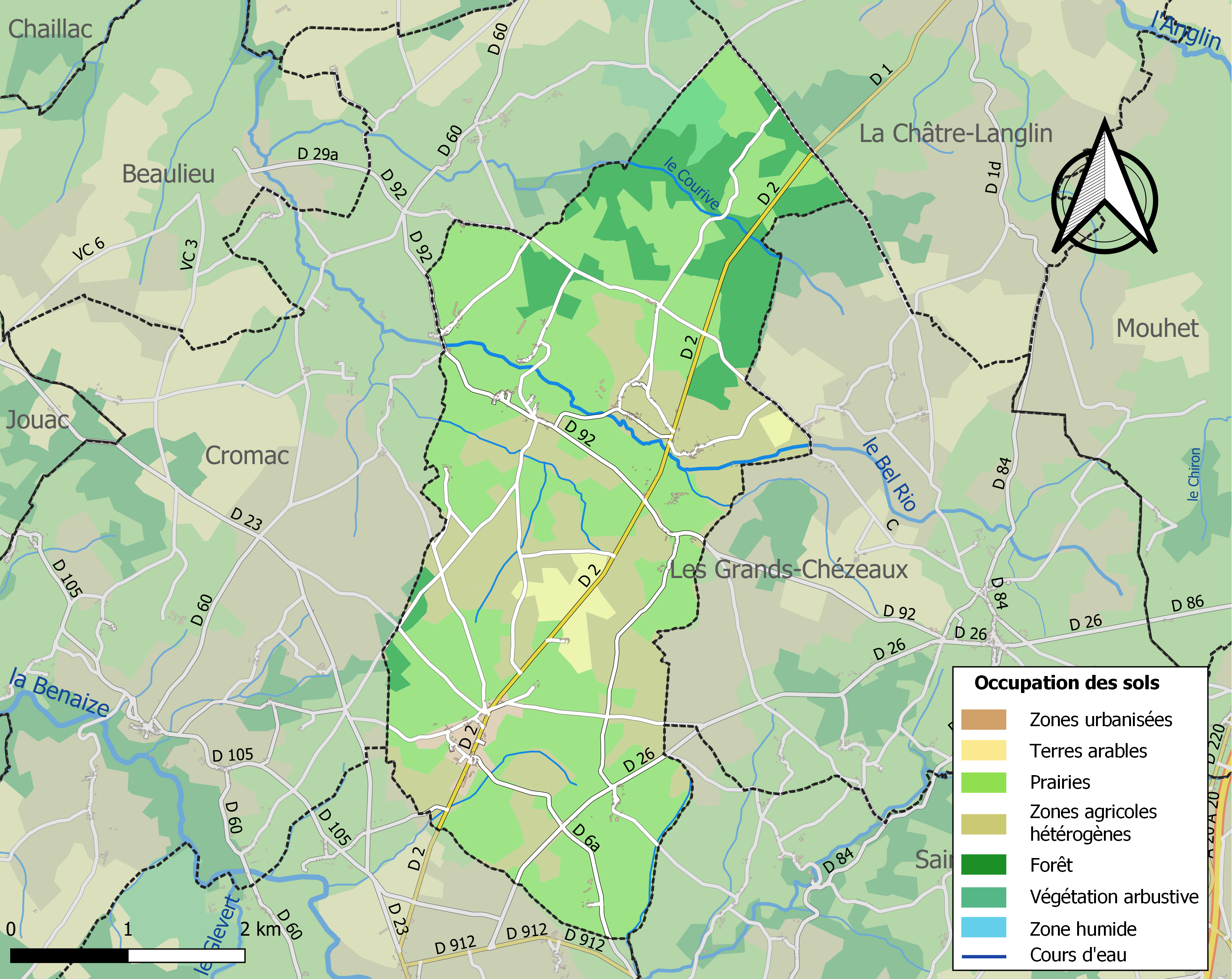
Carte des infrastructures et de l'occupation des sols de la commune en 2018 (CLC).

### Risques majeurs
Le territoire de la commune de Saint-Georges-les-Landes est vulnérable à différents aléas naturels : météorologiques (tempête, orage, neige, grand froid, canicule ou sécheresse) et séisme (sismicité faible). Il est également exposé à un risque particulier : le risque de radon. Un site publié par le BRGM permet d'évaluer simplement et rapidement les risques d'un bien localisé soit par son adresse soit par le numéro de sa parcelle.

#### Risques naturels

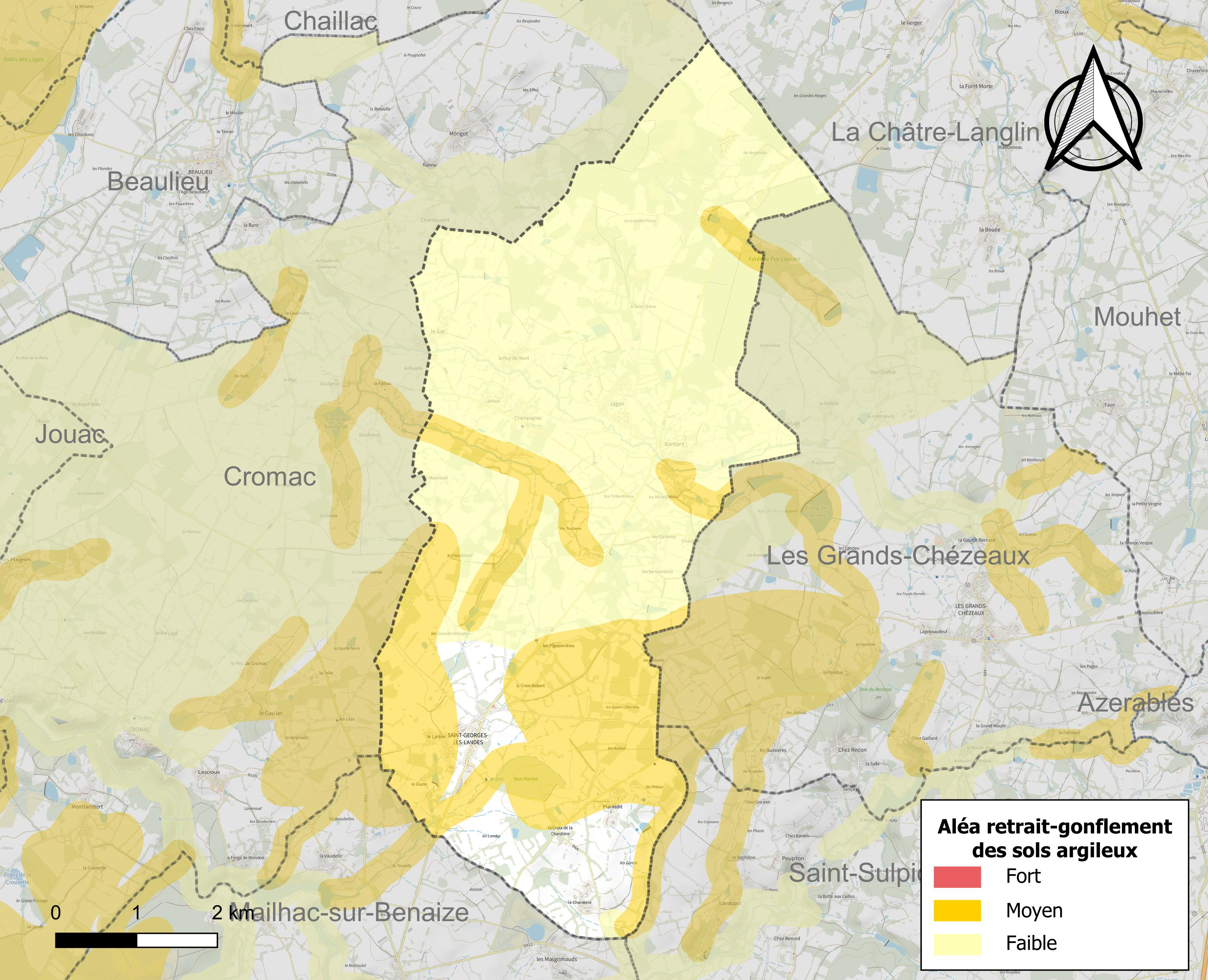
Carte des zones d'aléa retrait-gonflement des sols argileux de Saint-Georges-les-Landes.

Le retrait-gonflement des sols argileux est susceptible d'engendrer des dommages importants aux bâtiments en cas d’alternance de périodes de sécheresse et de pluie. 29,7 % de la superficie communale est en aléa moyen ou fort (27 % au niveau départemental et 48,5 % au niveau national métropolitain). Depuis le 1er octobre 2020, en application de la loi ÉLAN, différentes contraintes s'imposent aux vendeurs, maîtres d'ouvrages ou constructeurs de biens situés dans une zone classée en aléa moyen ou fort,.
La commune a été reconnue en état de catastrophe naturelle au titre des dommages causés par les inondations et coulées de boue survenues en 1982 et 1999 et par des mouvements de terrain en 1999.

#### Risque particulier
Dans plusieurs parties du territoire national, le radon, accumulé dans certains logements ou autres locaux, peut constituer une source significative d’exposition de la population aux rayonnements ionisants. Selon la classification de 2018, la commune de Saint-Georges-les-Landes est classée en zone 3, à savoir zone à potentiel radon significatif.

## Toponymie
- Saint Georges de Fontanet en 1095 ;
- Saint Georges la Terre aux Feuilles en 1402 ;
- Saint Georges les Landes en 1524.

Saint Georges est un martyr de Cappadoce (Turquie) du IVe siècle.
Les Landes : il existait d'importants communaux en landes autour du village de Saint-Georges ; lors de la confection du cadastre de 1836, un dixième de la commune était en communaux, un quart en bois, landes, bruyères.
Sent George las Landes en croissantais marchois.

## Histoire
Il existait un moulin à Puylaurent, une carrière de quartz à empierrer les routes à Plantedit. Hier comme aujourd'hui, c'est l'activité agricole qui fait l'essentiel de la vie de la commune. Au début du XXe siècle, Saint-Georges tenait jusqu'à dix foires par an, elles ont disparu avec la Première Guerre mondiale.
Fort pauvre, la commune a fourni, depuis le XVIIe siècle, un fort contingent d'ouvriers migrants, sabotiers, charrons et surtout paveurs. En 1901, la commune comptait 70 paveurs migrants soit plus de 10 % de la population.

## Politique et administration
| Période                                  | Période | Identité                | Étiquette | Qualité |
| ---------------------------------------- | ------- | ----------------------- | --------- | ------- |
| Les données manquantes sont à compléter. |         |                         |           |         |
| 1792                                     | 1795    | Sulpice Doucet          |           |         |
| 1795                                     | 1799    | Jean Billiard           |           |         |
| 1799                                     | 1830    | Jean Baptiste Gabiat    |           |         |
| 1830                                     | 1840    | Jean Baptiste Guillaume |           |         |
| 1840                                     | 1843    | Barthelemy Peureaud     |           |         |
| 1843                                     | 1860    | André Appay             |           |         |
| 1860                                     | 1871    | Etienne Puifferat       |           |         |
| 1871                                     | 1873    | Jean Paturaud           |           |         |
| 1873                                     | 1873    | André Appay             |           |         |
| 1873                                     | 1888    | Barthelemy Appay        |           |         |
| 1888                                     | 1892    | Camille Puifferat       |           |         |
| 1892                                     | 1899    | Jean Lepain             |           |         |
| 1899                                     | 1908    | Théodore Roby           |           |         |
| 1908                                     | 1932    | Charles-Edouard Ferrant |           |         |
| 1932                                     | 1935    | Marcel Jolivet          |           |         |
| 1935                                     | 1945    | Antonin Vauzelade       |           |         |
| 1945                                     | 1947    | Alexandre Michaud       |           |         |
| 1947                                     | 1987    | Marcel Gorgeon          |           |         |
| 1987                                     | 1989    | Jean-Jacques Léger      |           |         |
| mars 1989                                | 2014    | Claude Louis            |           |         |

## Démographie
L'évolution du nombre d'habitants est connue à travers les recensements de la population effectués dans la commune depuis 1793. Pour les communes de moins de 10 000 habitants, une enquête de recensement portant sur toute la population est réalisée tous les cinq ans, les populations de référence des années intermédiaires étant quant à elles estimées par interpolation ou extrapolation. Pour la commune, le premier recensement exhaustif entrant dans le cadre du nouveau dispositif a été réalisé en 2008.

En 2022, la commune comptait 232 habitants, en évolution de −3,33 % par rapport à 2016 (Haute-Vienne : −0,68 %, France hors Mayotte : +2,11 %).
| 1793 | 1800 | 1806 | 1821 | 1831 | 1836 | 1841 | 1846 | 1851 |
| ---- | ---- | ---- | ---- | ---- | ---- | ---- | ---- | ---- |
| 576  | 536  | 604  | 719  | 780  | 827  | 835  | 857  | 823  |

| 1856 | 1861 | 1866 | 1872 | 1876 | 1881 | 1886 | 1891 | 1896 |
| ---- | ---- | ---- | ---- | ---- | ---- | ---- | ---- | ---- |
| 750  | 680  | 668  | 693  | 702  | 734  | 716  | 703  | 673  |

| 1901 | 1906 | 1911 | 1921 | 1926 | 1931 | 1936 | 1946 | 1954 |
| ---- | ---- | ---- | ---- | ---- | ---- | ---- | ---- | ---- |
| 658  | 670  | 614  | 540  | 533  | 514  | 512  | 481  | 452  |

| 1962 | 1968 | 1975 | 1982 | 1990 | 1999 | 2006 | 2008 | 2013 |
| ---- | ---- | ---- | ---- | ---- | ---- | ---- | ---- | ---- |
| 447  | 407  | 400  | 350  | 293  | 255  | 252  | 251  | 240  |

| 2018 | 2022 | - | - | - | - | - | - | - |
| ---- | ---- | - | - | - | - | - | - | - |
| 239  | 232  | - | - | - | - | - | - | - |

## Culture locale et patrimoine

### Lieux et monuments
- Église Saint-Georges de Saint-Georges-les-Landes

### Héraldique
| Blason de Saint-Georges-les-Landes | Blason  | De pourpre à saint Georges équestre d'or tenant un bouclier d'argent chargé d’une croix de gueules, terrassant de sa lance d'or un dragon de même. |
| Blason de Saint-Georges-les-Landes | Détails | Création de Jean-François Binon adoptée par la municipalité en 2019.                                                                               |

## Pour approfondir